# 班達群島
班達群島是印度尼西亞馬魯古省位於班達海的群島，由10個小型火山島組成，位於斯蘭島以南140公里、爪哇島以東2,000公里，土地總面積約180平方公里，人口約15,000，是水肺潛水和浮潛的熱門地點。行政上由马鲁古省中马鲁古县管理。班达内拉机场位于班达群岛班达内拉岛的班达内拉镇。
1621年，荷蘭東印度總督總督揚·彼得生·庫恩為獨佔班達群島的肉豆蔻香料貿易，對島上居民發起班達大屠殺，部分倖存的班達人被奴役到巴達維亞，又被送到澎湖和台灣本島興建風櫃尾堡壘及熱蘭遮城，並留下烏鬼井等地名。

## 景點
- 班达奈拉岛
  - 比利時堡
  - 拿騷堡
  - Istana Mini
  - 班達老教堂（Gereja Tua Banda）
  - 克里斯多福·科爾故居博物館
  - Rumah Budaya Banda Neira
  - 順天宮（Sun Thien Kong）
  - 班達奈拉華人墓園（Banda Neira Chinese Cemetery）
  - 穆罕默德·哈達流放地
  - Parigi Rante Monument
- 大班達島（Banda Besar ）
  - Sumur Pusaka Lonthoir [3]
  - 穆斯林墓園[3]
  - 荷蘭人墓園[3]
  - 荷蘭迪亞堡（Fort Holandia）
  - 和諧堡（Fort Concordia）
  - Fort Dender
  - Fort Kuijlenburg
- 班達火山島
- 艾島（Pulau Ai）
  - 復仇堡（Fort Revenge）[1]
  - Perk Welvaren[1]
- 盧恩島（Pulau Run）
- 哈達島（Pulau Hatta）

- 皮桑島（Pulau Pisang ）

## 外部連結
- Capture of Banda Neira by the British Royal Navy 1810
- Banda Sea Islands moist deciduous forests （页面存档备份，存于）